# Mistrzostwa Big Ten w zapasach
Zawody zapaśnicze w konferencji Big Ten Conference, czyli Big10. Wchodzą w skład NCAA Division I, najwyższej klasy rozgrywkowej w ramach systemu międzyuczelnianych zawodów sportowych NCAA. Zawody odbywają się od 1913 roku.

## Edycje zawodów
| Rok  | Miasto         | Zwycięzca                                      | Outstanding Wrestler |
| 1913 | ----           | University of Illinois University of Minnesota | ----                 |
| 1914 | Chicago        | Indiana University                             | ----                 |
| 1915 | ----           | Indiana University University of Iowa          | ----                 |
| 1916 | -----          | University of Iowa                             | ----                 |
| 1917 | -----          | University of Illinois                         | ----                 |
| 1920 | -----          | University of Illinois                         | ----                 |
| 1921 | -----          | Indiana University                             | ----                 |
| 1922 | -----          | University of Illinois                         | ----                 |
| 1923 | -----          | Ohio State University                          | ----                 |
| 1924 | -----          | University of Illinois                         | ----                 |
| 1925 | -----          | University of Illinois                         | ----                 |
| 1926 | Lafayette      | University of Illinois                         | ----                 |
| 1927 | Chicago        | University of Illinois                         | ----                 |
| 1928 | Bloomington    | University of Illinois                         | ----                 |
| 1929 | Lafayette      | University of Michigan                         | ----                 |
| 1930 | Champaign      | University of Illinois                         | ----                 |
| 1931 | Chicago        | Indiana University                             | ----                 |
| 1932 | Bloomington    | University of Illinois Indiana University      | ----                 |
| 1933 | Champaign      | Indiana University                             | ----                 |
| 1934 | Bloomington    | Indiana University                             | ----                 |
| 1935 | Chicago        | University of Illinois                         | ----                 |
| 1936 | Iowa City      | Indiana University                             | ----                 |
| 1937 | Ann Arbor      | University of Illinois                         | ----                 |
| 1938 | Evanston       | University of Michigan                         | ----                 |
| 1939 | Chicago        | Indiana University                             | ----                 |
| 1940 | Lafayette      | Indiana University                             | ----                 |
| 1941 | Columbus       | University of Minnesota                        | ----                 |
| 1942 | Chicago        | Purdue University                              | ----                 |
| 1943 | Evanston       | Indiana University                             | ----                 |
| 1944 | Evanston       | University of Michigan                         | ----                 |
| 1945 | Evanston       | Purdue University                              | ----                 |
| 1946 | Champaign      | University of Illinois                         | ----                 |
| 1947 | Evanston       | University of Illinois                         | ----                 |
| 1948 | Champaign      | Purdue University                              | ----                 |
| 1949 | Bloomington    | Purdue University                              | ----                 |
| 1950 | Iowa City      | Purdue University                              | ----                 |
| 1951 | Evanston       | Ohio State University                          | ----                 |
| 1952 | Ann Arbor      | University of Illinois                         | ----                 |
| 1953 | Bloomington    | University of Michigan                         | ----                 |
| 1954 | East Lansing   | Purdue University                              | ----                 |
| 1955 | Minneapolis    | University of Michigan                         | ----                 |
| 1956 | Evanston       | University of Michigan                         | ----                 |
| 1957 | Evanston       | University of Minnesota                        | ----                 |
| 1958 | Champaign      | University of Iowa                             | ----                 |
| 1959 | Iowa City      | University of Minnesota                        | ----                 |
| 1960 | Ann Arbor      | University of Michigan                         | ----                 |
| 1961 | East Lansing   | Michigan State University                      | ----                 |
| 1962 | Minneapolis    | University of Iowa                             | ----                 |
| 1963 | Evanston       | University of Michigan                         | ----                 |
| 1964 | Madison        | University of Michigan                         | ----                 |
| 1965 | Ann Arbor      | University of Michigan                         | ----                 |
| 1966 | Champaign      | Michigan State University                      | ----                 |
| 1967 | Columbus       | Michigan State University                      | ----                 |
| 1968 | Iowa City      | Michigan State University                      | ----                 |
| 1969 | East Lansing   | Michigan State University                      | ----                 |
| 1970 | Ann Arbor      | Michigan State University                      | ----                 |
| 1971 | West Lafayette | Michigan State University                      | ----                 |
| 1972 | Bloomington    | Michigan State University                      | ----                 |
| 1973 | Minneapolis    | University of Michigan                         | ----                 |

| Rok  | Miasto          | Zwycięzca                                | Outstanding Wrestler                                             |
| 1974 | Evanston        | University of Iowa                       | ----                                                             |
| 1975 | Columbus        | University of Iowa                       | ----                                                             |
| 1976 | Iowa City       | University of Iowa                       | ----                                                             |
| 1977 | Madison         | University of Iowa                       | ----                                                             |
| 1978 | Ann Arbor       | University of Iowa                       | ----                                                             |
| 1979 | Iowa City       | University of Iowa                       | ----                                                             |
| 1980 | East Lansing    | University of Iowa                       | ----                                                             |
| 1981 | Madison         | University of Iowa                       | ----                                                             |
| 1982 | Ann Arbor       | University of Iowa                       | ----                                                             |
| 1983 | Iowa City       | University of Iowa                       | ----                                                             |
| 1984 | East Lansing    | University of Iowa                       | ----                                                             |
| 1985 | Evanston        | University of Iowa                       | ----                                                             |
| 1986 | Minneapolis     | University of Iowa                       |                                                                  |
| 1987 | Madison         | University of Iowa                       |                                                                  |
| 1988 | Ann Arbor       | University of Iowa                       |                                                                  |
| 1989 | West Lafayette  | University of Iowa                       | Tom Brands (Hawkeyes)                                            |
| 1990 | Evanston        | University of Iowa                       | David Zuniga (Golden Gophers)                                    |
| 1991 | Champaign       | University of Iowa                       | Jon Llewellyn (Fighting Illini) Matt Demaray (Badgers)           |
| 1992 | Madison         | University of Iowa                       | Tom Brands (Hawkeyes)                                            |
| 1993 | Columbus        | University of Iowa                       | Troy Sunderland (Nittany Lions)                                  |
| 1994 | Iowa City       | University of Iowa                       | Cary Kolat (Nittany Lions)                                       |
| 1995 | Bloomington     | University of Iowa                       | Kerry McCoy (Nittany Lions)                                      |
| 1996 | East Lansing    | University of Iowa                       | David Morgan (Spartans)                                          |
| 1997 | Minneapolis     | University of Iowa                       | Mark Ironside (Hawkeyes)                                         |
| 1998 | University Park | University of Iowa                       | Jeff McGinness (Hawkeyes)                                        |
| 1999 | Ann Arbor       | University of Minnesota                  | Jamie Heidt (Hawkeyes)                                           |
| 2000 | West Lafayette  | University of Iowa                       | Jody Strittmatter (Hawkeyes)                                     |
| 2001 | Evanston        | University of Minnesota                  | Jared Lawrence (Golden Gophers)                                  |
| 2002 | Champaign       | University of Minnesota                  | Luke Moffitt (Hawkeyes)                                          |
| 2003 | Madison         | University of Minnesota                  | Chris Fleeger (Boilermakers)                                     |
| 2004 | Columbus        | University of Iowa                       | Alex Tirapelle (Fighting Illini) Jacob Volkmann (Golden Gophers) |
| 2005 | Iowa City       | University of Illinois                   | Mack Reiter (Golden Gophers)                                     |
| 2006 | Bloomington     | University of Minnesota                  | Tom Clum (Badgers)                                               |
| 2007 | East Lansing    | University of Minnesota                  | Jake Herbert (Wildcats)                                          |
| 2008 | Minneapolis     | University of Iowa                       | Brent Metcalf (Hawkeyes)                                         |
| 2009 | University Park | University of Iowa                       | Brent Metcalf (Hawkeyes)                                         |
| 2010 | Ann Arbor       | University of Iowa                       | Lance Palmer (Buckeyes)                                          |
| 2011 | Evanston        | Pennsylvania State University            | Quentin Wright (Nittany Lions)                                   |
| 2012 | West Lafayette  | Pennsylvania State University            | Kellen Russell (Wolverines) Frank Molinaro (Nittany Lions)       |
| 2013 | Champaign       | Pennsylvania State University            | Ed Ruth (Nittany Lions)                                          |
| 2014 | Madison         | Pennsylvania State University            | David Taylor (Nittany Lions)                                     |
| 2015 | Columbus        | University of Iowa Ohio State University | Logan Stieber (Nittany Lions)                                    |
| 2016 | Iowa City       | Pennsylvania State University            | Isaiah Martinez (Fighting Illini)                                |
| 2017 | Bloomington     | Ohio State University                    | Zain Retherford (Nittany Lions)                                  |
| 2018 | East Lansing    | Ohio State University                    | Isaiah Martinez (Fighting Illini)                                |
| 2019 | Minneapolis     | Pennsylvania State University            | Alex Marinelli (Hawkeyes) Jason Nolf (Nittany Lions)             |
| 2020 | Piscataway      | University of Iowa                       | Spencer Lee (Hawkeyes)                                           |